# استراحة (عمل)

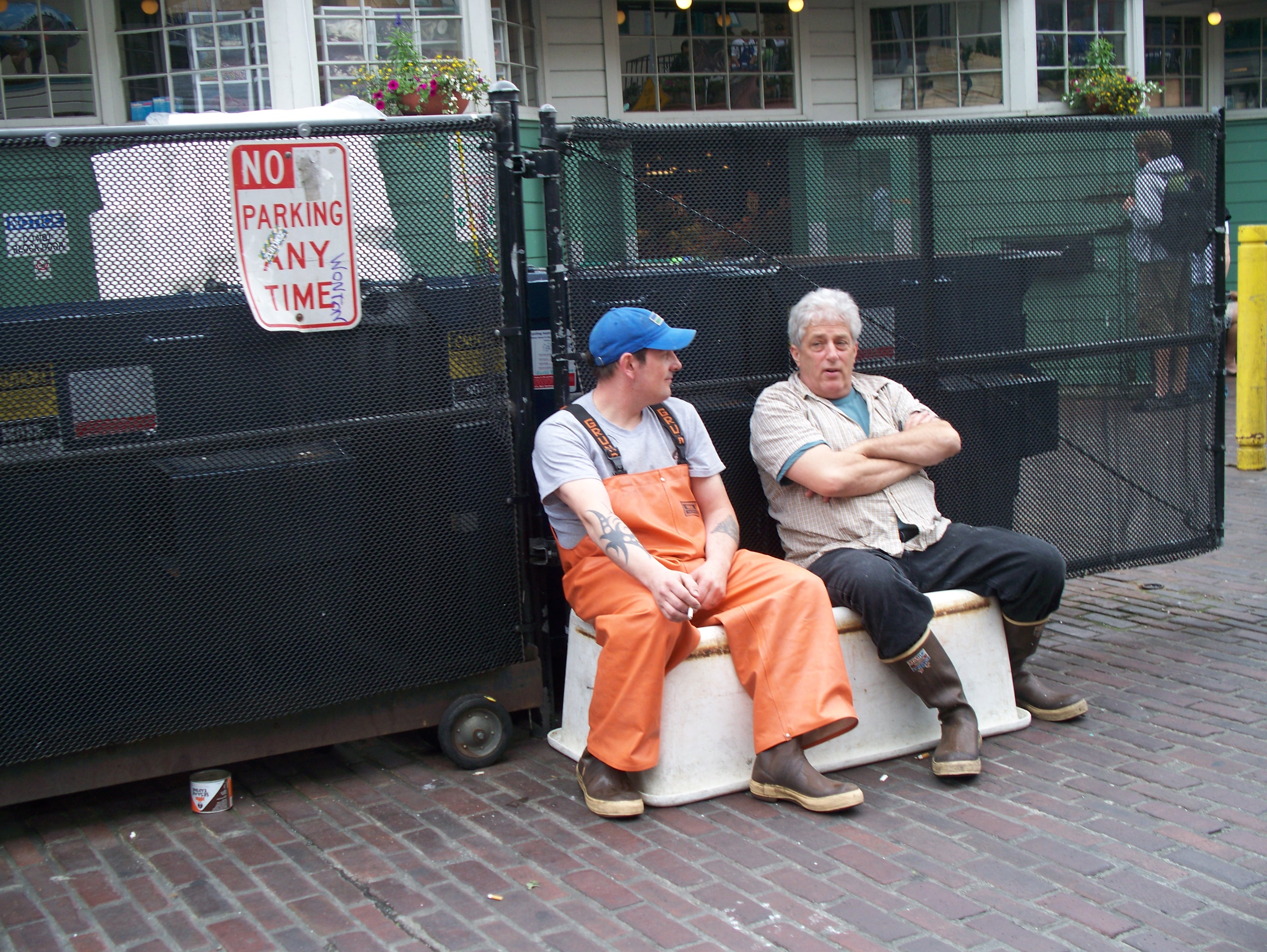

استراحة في العمل (بالإنجليزية: Break)‏ هي فترة زمنية ووقف أي نشاط وظيفي أثناء فترة التحول أو تبديل العامل الذي يسمح للموظف أخذ استراحة من وظيفته.هناك أنواع مختلفة من الاستراحات، يعتمد على طول وقت العمل وسياسات صاحب العمل، ربما قد تكون مدفوعة أو لا غير مدفوعة الاجر.